# Bárbara I. Escobar Anleu
Bárbara I. Escobar Anleu (Ciudad de Guatemala, 1989) es una bióloga conservacionista, investigadora y divulgadora científica guatemalteca.

## Trayectoria
Cursó la licenciatura en biología en Facultad de Ciencias Químicas y Farmacia en la Universidad de San Carlos de Guatemala, con la tesis "Riqueza de mamíferos medianos y mayores en cafetales y bosques de tres reservas naturales privadas (San Jerónimo Miramar-Quixayá, Pampojilá-Peña Flor y Santo Tomás Pachuj) de la Reserva de Usos Múltiples de la Cuenca del Lago de Atitlán -RUMCLA-" (2015).
En el año 2016 obtuvo una beca para estudiar una Maestría en Conservación y Manejo de Vida Silvestre en la Universidad Nacional de Costa Rica, a través del Programa del Servicio Alemán de Intercambio Académico conocido como German Academic Exchange Service o DAAD por sus siglas en alemán. Presentó su tesis “Caracterización de la interacción humano-nutria (Lontra longicaudis) en la región sur de la cuenca del Lago de Atitlán, Guatemala“ y obtuvo el premio al estudiante distinguido en la Maestría en Conservación y Manejo de Vida Silvestre, Universidad Nacional de Costa Rica.
Trabajó como docente auxiliar en la Universidad de San Carlos de Guatemala y posteriormente en puestos de consultora independiente y en la Asociación de Reservas Naturales Privadas de Guatemala, como Coordinadora del Programa de Monitoreo de Biodiversidad, el cual surge como su iniciativa empezando a hacer estudios sobre la diversidad de fauna y flora en estas áreas. Desde 2018 lidera investigaciones en Guatemala, que son parte de un esfuerzo regional en Mesoamérica para la organización Panthera, trabajando por la conservación de las cinco especies de felinos silvestres presentes en el país: jaguar (Panthera onca), puma (Puma concolor), ocelote (Leopardus pardalis), yaguarundi (Herpailurus yagouaroundi) y tigrillo o margay (Leopardus wiedii).
Los temas de investigación de Escobar Anleu se han enfocado en estudiar distintos grupos de fauna de la región centroamericana, desde los poco estudiados opiliones, hasta vertebrados como reptiles, aves y mamíferos. Ha reportado nuevas especies para Guatemala, como el caso del opilión Paecilaema toledense; así como documentado avistamientos no conocidos previamente en la distribución de especies como Phalacrocorax brasilianus, Rojasianthe superba y Orthogeomys grandis y otros comportamientos u observaciones de la historia natural de especies como Carollia sowelli y Carollia perspicillata, Herpailurus yagouaroundi, Basiliscus plumifrons y Norops oxylophus, entre otras. 
En sus publicaciones, Escobar Anleu afirma que «es necesario promover más investigación en campo en Guatemala, así como documentar este tipo de observaciones, ya que el poco conocimiento sobre la biodiversidad puede agravar las amenazas ya existentes, al impedirnos tomar medidas de manejo y conservación adecuadas». En su ensayo ganador del 2017 también resalta que «Para comprender los beneficios que tiene la investigación en la vida cotidiana podríamos resumirlo así: promover la ciencia e investigación permite fortalecer las instituciones con información, datos reales y útiles. Este fortalecimiento a su vez permitirá generar propuestas que permitan la toma de decisiones fundamentadas, equilibrando el desarrollo económico del país mientras se conserva la biodiversidad y los recursos naturales y esto se relaciona con la salud y un futuro más digno para los guatemaltecos.».

## Divulgadora científica y puestos de decisión
Escobar Anleu es pionera en la divulgación científica en temas de conservación y vida silvestre en Guatemala. Ha hecho divulgación escribiendo textos informativos de fácil acceso al público en diferentes medios. Escribe textos basados en proyectos de investigación o artículos científicos (propios y/o de otros investigadores) y los presenta a grupos interesados en aprender distintos temas. Esto lo ha hecho a través del periódico guatemalteco digital Nómada, desde el blog de Panthera Archivado el 19 de septiembre de 2021 en Wayback Machine., en el blog Materia Viva, a través de los cuales ha podido llegar a miles de personas con información sobre temas como biodiversidad, manejo de vida silvestre, políticas ambientales, publicaciones científicas, niñas y mujeres en ciencia. Desde 2020 también escribe como columnista en Artículo 35 y Vox Populi, un proyecto con el cual se busca promover y defender la libertad de prensa, opinión, expresión, acceso a la información, transparencia y derechos humanos.
Escobar Anleu fue una de las personas que organizaron la Marcha por la Ciencia en Guatemala de 2018 y 2019, y parte del grupo que creó la plataforma CienciaGT.
Fue nombrada Coordinadora Regional del Capítulo Equidad, Igualdad e Inclusión dentro de CerveCiencia (C2), un espacio en Guatemala de divulgación de conocimiento científico, intelectual y artístico, en el que ha estado involucrada desde 2018. También ha impartido charlas en distintos espacios y participado en Podcast educativos de Agencia Ocote, EpiSTEMas, la Secretaría Nacional de Ciencia y Tecnología en Guatemala, entre otros. 
Respecto a otros puestos relevantes, fue cofundadora y formó parte del primer Comité Ejecutivo (2020-2022) del Capítulo Nacional de la Organización para las Mujeres en Ciencia para el Mundo en Desarrollo Capítulo Nacional Guatemala (OWSD GT ) como coordinadora del equipo de comunicación y difusión Entre 2019 y 2021 formó parte de la Junta Directiva del Colegio de Farmacéuticos y Químicos de Guatemala, siendo la primera bióloga en la historia del colegio en desempeñarse como parte de una Junta Directiva.

## Publicaciones científicas
- Escobar-Anleu, B. I., Fuentes-Montejo, C. F. y Ariano-Sánchez, D. 2017. “Record of mammals (Mammalia: Didelphimorphia, Artiodactyla, Carnivora, Cingulata, Lagomorpha, Pilosa and Rodentia) in private natural reserves in Guatemala”. Acta Zoológica Mexicana 33(2): 388-392.
- Mora, J. M. y Escobar-Anleu, B. I. 2017. “River rocks as sleeping perches for Norops oxylophus and Basiliscus plumifrons in the Talamanca Mountains”, Costa Rica. Mesoamerican Herpetology 4(22): 418-422.
- Escobar-Anleu, B. I., Mora, J. M. y de León, R. 2018. “Presencia del Cormorán Neotropical Phalacrocorax brasilianus (Gemlin, 1789) en el Valle del Motagua”, Guatemala. Ceiba 55(1): 60-63.
- Escobar-Anleu, B. I., Quiñónez-Guzmán, J. y Mora, J. M. 2018. “Filling distribution gaps of a Little-known endemic species, Rojasianthe superba Standl. & Steyerm. (Asteraceae) in northern Central America”. Check List 14(1): 267-275.
- Escobar-Anleu, B. I. y Mora, J. M. 2018. “Leucismo parcial en dos especies de Carollia (Chiroptera: Phyllostomidae) en Costa Rica”. Notas Mastozoológicas 5(1): 7-8.
- Escobar-Anleu, B. I. 2018. “Panthera y la iniciativa del corredor del jaguar: el reto de conservar grandes felinos en un paisaje cambiante”. Yu’am 3(6); 55-60.
- Escobar-Anleu, B. I., Mora, J. M., Tzunun, A., Choc-Martínez, L. y Sagastume-Pinto, K. B. 2019. “Possible incidence of avipoxvirus or other pathogen affecting Guatemalan birds”. Huitzil 20(2): e 557 [1]
- Escobar-Anleu, B. I. 2020. “Monocultivos e industrias extractivas en Guatemala: ¿qué relación tienen la deficiencia institucional, la falta de investigación científica y los impactos ambientales?” Ciencia, Tecnología y Salud 7(1): 2020.
- Escobar-Anleu, B. I., Quiñónez-Guzmán, J. y Hernández-Gómez, S. 2020. “First swim record of Herpailurus yagouaroundi in Guatemala”. Therya Notes 1(1): 29-33
- Escobar-Anleu, B. I. 2020. “Estado actual del conocimiento del orden Opiliones en Guatemala y primer registro de Paecilaema toledense Goodnight & Goodnight, 1977 para el país”. Revista Ibérica de Aracnología 36: 109-114
- Sonaíl-López, A. C. y Escobar-Anleu, B. I. 2020. “Avistamiento de Orthogeomys grandis (Familia Geomyidae) en el municipio de San Antonio Aguas Calientes, Sacatepéquez, Guatemala”. Yu’am 4(1); 58-63.
- Escobar-Anleu, B. I., Soto-Shoender, J. R., Rivas-Romero, J. A., & Montes, N. (2023). More trees with your coffee? Diversity and habitat associations of terrestrial medium- and large-sized mammals in shade-grown coffee plantations of the highlands of Guatemala. ACTA ZOOLÓGICA MEXICANA (N.S.), 39(1), 1–20. https://doi.org/10.21829/azm.2023.3912570

## Premios y reconocimientos
- En 2012 obtuvo el Primer lugar del concurso de presentaciones orales de la Sociedad Mesoamericana de Biología y Conservación, en Panamá.[17]

- En 2013, la Universidad de San Carlos de Guatemala la reconoció como Estudiante Integral de Biología por su activa participación y logros académicos.
- En 2017 ganó el concurso de Ensayos Científicos (categoría científica tecnológica) de la Dirección General de Investigación -DIGI-, de la Universidad de San Carlos de Guatemala, con el ensayo titulado "Monocultivos e industrias extractivas en Guatemala: ¿Qué relación tienen la deficiencia institucional, la falta de investigación científica y los impactos ambientales".[18]
- En 2018 obtuvo el reconocimiento como estudiante distinguido por tener el mejor promedio de la Maestría en Conservación y Manejo de Vida Silvestre de la Universidad Nacional de Costa Rica.

- En 2019 obtuvo una beca de excelencia académica para el curso de Análisis de delitos contra la vida silvestre, en Universidad Libre de Ámsterdam Es conocida también como «VU Amsterdam».
- En 2020 fue nominada y finalista en la categoría científica de la XV edición del galardón Guatemaltecos Ilustres.
- En 2020 fue nominada y finalista para el Premio a la carrera temprana por el compromiso público con la ciencia.[19]
- En 2021 recibió uno de los tres premios "Mujeres por el Ambiente 2021", otorgado por la organización The Nature Conservancy en Guatemala, en reconocimiento a sus aportes en el campo de la conservación en el país.[20]
- En 2023 recibió el Premio Carol & Jim Patton de la Sociedad Americana de Mastozoología y la Asociación Guatemalteca de Mastozoología, así como la beca Wild Felid Legacy de la Wild Felid Research and Management Association.